# Ronald de la Fuente
Ronald Vladimir de la Fuente Arias (* 25. Januar 1991 in Talcahuano) ist ein chilenischer Fußballspieler auf der Position des Linksverteidigers.

## Karriere
Ronald de la Fuente debütierte in der Primera División beim 1:1-Unentschieden am 3. Oktober 2011 gegen Audax Italiano, als er 90 Spielminuten auf dem Platz stand. Beim Gewinn der Clausura 2012 kam der Linksverteidiger auf sechs Einsätze, wurde dann erst an Erstligist San Marcos und danach an Drittligist Deportes Iberia verliehen, mit dem er als Meister der Segunda División den Aufstieg in die Primera B schaffte. 2015 wechselte de la Fuente zum Erstligist Universidad de Concepción, wo er international bei der Copa Sudamericana 2016 gegen den bolivianischen Verein Club Bolívar erstmals auflief. 2018 wurde er zum besten Linksverteidiger gewählt. Daher wurde auch der Spitzenklub CSD Colo-Colo auf de la Fuente aufmerksam und verpflichtete ihn. Allerdings konnte er dort nicht nachhaltig überzeugen und wurde für die Saison 2021 an Curicó Unido verliehen. Nach der Leihe wurde er von Curicó fest verpflichtet.

## Erfolge
Huachipato
- Chilenischer Meister: 2012-C

San Marcos de Arica
- Meister der Primera B: 2013

Deportes Iberia
- Meister der Segunda División: 2013/14

Colo-Colo
- Chilenischer Pokalsieger: 2019